# Partecipanti alla Volta Ciclista a Catalunya 1981
Elenco dei partecipanti alla Volta Ciclista a Catalunya 1981.
La Volta Ciclista a Catalunya 1981 fu la sessantunesima edizione della corsa. Alla competizione presero parte 9 squadre, 7 composte da 8 corridori e 2 da 7, per un totale di 70 ciclisti. La corsa partì il 3 settembre da Castell-Platja d'Aro e terminò il 10 settembre a Manresa, dove tagliarono il traguardo almeno 36 ciclisti.

## Corridori per squadra
Nota: R ritirato, NP non partito, FT fuori tempo, SQ squalificato
| Teka       | Teka                     | Teka       | Peña Hermanos Manzaneque | Peña Hermanos Manzaneque | Peña Hermanos Manzaneque | Colchón CR-Campagnolo | Colchón CR-Campagnolo    | Colchón CR-Campagnolo |
| ---------- | ------------------------ | ---------- | ------------------------ | ------------------------ | ------------------------ | --------------------- | ------------------------ | --------------------- |
| 1          | Marino Lejarreta         | 3º         | 31                       | Miguel Gutiérrez Mayor   | ?                        | 61                    | Enrique Martínez Heredia | R 4ª                  |
| 2          | Alberto Fernández Blanco | ?          | 32                       | Moreno Pérez             | R 4ª                     | 62                    | Juan Pujol               | R 1ª                  |
| 3          | Ismael Lejarreta         | 8º         | 33                       | Ángel de las Heras       | 12º                      | 63                    | Francisco Sala           | ?                     |
| 4          | Eulalio García           | ?          | 34                       | Antonio Cabello          | R 3ª                     | 64                    | Vicenzo Rubio            | R 5ª                  |
| 5          | Bernardo Alfonsel        | R 4ª       | 35                       | José María Yurrebaso     | R 3ª                     | 65                    | Antonio Rumbo            | R 4ª                  |
| 6          | Manuel Esparza           | ?          | 36                       | Juan Luis Juárez         | R 5ª                     | 66                    | Álvaro Pino              | 16º                   |
| 7          | Noël Dejonckheere        | R 6ª       | 37                       | José Teixeira            | R 3ª                     | 67                    | Ignasi Fandos            | 20º                   |
| 8          | Juan Carlos Alonso       | ?          | 38                       | Hugues Grondin           | R 5ª                     | 68                    | José Nazabal             | R 1ª                  |
| TI-Raleigh | TI-Raleigh               | TI-Raleigh | Zor-Helios-Novostil      | Zor-Helios-Novostil      | Zor-Helios-Novostil      | Boule d'Or-Colnago    | Boule d'Or-Colnago       | Boule d'Or-Colnago    |
| 11         | Johan van der Velde      | 4º         | 41                       | Faustino Rupérez         | 1º                       | 71                    | Freddy Maertens          | R 3ª                  |
| 12         | Ad Wijnands              | 15º        | 42                       | Pedro Muñoz              | R 7ª-2                   | 72                    | Ronald De Witte          | ?                     |
| 13         | Ludo Peeters             | ?          | 43                       | Miguel María Lasa        | R 3ª                     | 73                    | Guy Janiszewski          | 30º                   |
| 14         | Frank Hoste              | 28º        | 44                       | Ángel Arroyo             | 19º                      | 74                    | Frans Van Vlierberghe    | 36º                   |
| 15         | Jacques Hanegraaf        | ?          | 45                       | José Luis López Cerrón   | 11º                      | 75                    | Patrick Versluys         | R 4ª                  |
| 16         | Bert Pronk               | ?          | 46                       | Ángel Camarillo          | ?                        | 76                    | Wayne Hildred            | ?                     |
| 17         | Aad van den Hoek         | ?          | 47                       | Guillermo de la Peña     | R 3ª                     | 77                    | Eric Van de Perre        | R 3ª                  |
| 18         | -                        |            | 48                       | Isidro Juárez            | R 7ª-2                   | 78                    | Marc Sergeant            | 24º                   |
| Kelme      | Kelme                    | Kelme      | Cilo-Aufina              | Cilo-Aufina              | Cilo-Aufina              | Reynolds              | Reynolds                 | Reynolds              |
| 21         | Juan Fernández Martín    | 14º        | 51                       | Thierry Bolle            | R 3ª                     | 81                    | José Luis Laguía         | R 4ª                  |
| 22         | Vicente Belda            | 5º         | 52                       | Beat Breu                | R 4ª                     | 82                    | Anastasio Greciano       | ?                     |
| 23         | Jaime Villamajo          | R 3ª       | 53                       | Serge Demierre           | 2º                       | 83                    | Francisco Izcue          | ?                     |
| 24         | Celestino Prieto         | ?          | 54                       | Daniel Gisiger           | ?                        | 84                    | Carlos Hernández Bailo   | ?                     |
| 25         | Jorge Fortia             | R 6ª       | 55                       | -                        |                          | 85                    | Hector Rondan            | ?                     |
| 26         | Jesús Guzmán             | ?          | 56                       | Erwin Lienhard           | ?                        | 86                    | Vicente Iza              | R 3ª                  |
| 27         | Jesús Suárez Cueva       | 9º         | 57                       | Stefan Mutter            | R 6ª                     | 87                    | Juan Martín Ocaña        | R 3ª                  |
| 28         | Rafael Ladrón de Guevara | ?          | 58                       | Josef Wehrli             | 17º                      | 88                    | Ricardo Zúñiga           | 10º                   |

## Ciclisti per nazione
Le nazionalità rappresentate nella manifestazione sono 7; in tabella il numero dei ciclisti suddivisi per la propria nazione di appartenenza:
| Numero ciclisti | Nazione                     |
| --------------- | --------------------------- |
| 45              | Spagna                      |
| 10              | Belgio                      |
| 7               | Svizzera                    |
| 5               | Paesi Bassi                 |
| 1               | Australia, Francia, Uruguay |